# Gibberella gordonii
Gibberella gordonii är en svampart som beskrevs av C. Booth 1971. Gibberella gordonii ingår i släktet Gibberella och familjen Nectriaceae.   Inga underarter finns listade i Catalogue of Life.